# Autrey-le-Vay
Autrey-le-Vay é uma comuna francesa na região administrativa de Borgonha-Franco-Condado, no departamento de Alto Sona. Estende-se por uma área de 2,79 km². Em 2010 a comuna tinha 98 habitantes (densidade: 35,1 hab./km²).